# 龟蛇酒
龟蛇酒是湖南岳阳出产的一种保健药酒。1953年岳阳县酒厂在始于1931年、以“高粱烧酒”著称的建民生公酒坊上成立，后酒厂数度易名，但所产大曲浓香型白酒 岳阳大曲和小曲米香型白酒岳阳小曲在当地一直颇受欢迎。1978年，酒厂用白酒作酒基，以金龟、乌龟、金环蛇、银环蛇、和眼镜蛇为主料，辅以蜂王浆、杜仲、当归、党参、枸杞等二十余味中药，依《本草纲目》药理按历史传统工艺研发出了龟蛇酒，虽受欢迎，但因后来君山岛开发旅游，禁止取水酿酒和捕捉金龟，产量大为下降。